# Província de la Corunya
La Corunya (en gallec i oficialment, A Coruña) és una província situada al nord-oest de Galícia. Limita al nord i a l'oest amb l'oceà Atlàntic, a l'est amb la província de Lugo i al sud amb la província de Pontevedra. La seva capital és la ciutat de la Corunya.
Té una població d'1.096.027 persones en una superfície de 7.876 km². D'aquests, gairebé la meitat, 404.517 persones, viuen en les tres principals ciutats de la província: la Corunya, Ferrol, i Santiago de Compostel·la. El clima en la província és de tipus atlàntic europeu, caracteritzat per tenir temperatures suaus i amb poca oscil·lació tèrmica i pluges abundants quasi tot l'any.